# ProKart Raceland Wackersdorf
Das ProKart Raceland Wackersdorf ist eine professionelle Kartanlage in Wackersdorf in der Oberpfalz in Bayern. Die Kartbahn ist unter anderem Austragungsort deutscher und internationaler Meisterschaftsläufe im Kartsport und besitzt neben einer Outdoor-Kartbahn auch eine Indoor Anlage.

## Geschichte
Die Anlage wurde am 1. August 1997 eröffnet. Auf der Strecke werden unter anderem die Bavarian 24h ausgetragen. Das 24h-Kart-Rennen ist der längste Event der ADAC GTC Langstreckenmeisterschaft und wurde 2022 zum 23. Male ausgerichtet.

## Streckenbeschreibung
Die Outdoor-Kartbahn hat eine maximale Länge von 1,222 km, wobei die gebräuchliche Variante eine Länge von 1,190 km hat. Bei einer Breite von 9 – 12 m weist die Bahn 7 Rechts- und 4 Linkskurven auf. Sie kann theoretisch über 2 Kurzanbindungen auf der Startgerade in 2 parallel nutzbare Abschnitte aufgeteilt werden.
Die Indoorbahn liegt in der an der Boxengasse der Kartbahn angrenzenden Halle. Sie umfasst auf 6000 m² Grundfläche eine 480 m lange Bahn mit Straßenasphalt, die eine Breite von ca. 5–6 m aufweist.

## Veranstaltungen
- Deutsche Kart Meisterschaft
- ADAC Kart Masters
- Rotax MAX Challenge Euro Trophy
- FIA Kart-Weltmeisterschaft
- ADAC German Team Championship Langstreckenmeisterschaft – Bavarian 24h